# U-Bahn-Station Preungesheim
Die U-Bahn-Station Preungesheim in Frankfurt-Preungesheim ist seit 1977 die oberirdisch gelegene Endstation der Frankfurter U-Bahn Linie U5. Er besitzt drei Gleise. Gleis 1 ist ein Seitenbahnsteig und die Gleise 2 und 3 gehören zu einem Mittelbahnsteig.

## Betrieb
Im normalen Betrieb werden alle Gleise benutzt. Beide Bahnsteige sind seit Ende 2015 barrierefrei und über einen hinter den Prellböcken gelegenen Weg miteinander verbunden.
| Linie | Verlauf | Takt                                                    |
| ----- | --- | ------------------------------------------------------- |
| S5    | Gymnasium Römerhof (geplant) – Schmidtstr. (geplant) – Wohnpark (geplant) – Europagarten (geplant) – Emser Brücke (in Bau) – Güterplatz (in Bau) – Hauptbahnhof – Willy-Brandt-Platz – Dom/Römer – Konstablerwache – Musterschule – Glauburgstraße – Deutsche Nationalbibliothek – Hauptfriedhof – Marbachweg/Sozialzentrum – Gießener Straße – Theobald-Ziegler-Straße – Ronneburgstraße – Sigmund-Freud-Straße – Preungesheim (in Umbau) – August-Schanz-Str. (in Planung) – Berkersheimer Weg (in Planung) – Frankfurter Berg (in Planung) | 7/8 min (werktags) 5 min (HVZ) 10 min (sonn-/feiertags) |

Vom Bahnsteig zum Weg führt eine Rampe. Direkt daran halten die Buslinie 27 nach Nieder-Eschbach, welche von dort startet, die Buslinie 39, welche von Berkersheim zum Markus-Krankenhaus in Ginnheim fährt, und die Buslinie 63 von Frankfurt Preungesheim Gravensteiner Platz zur U-Bahn-Station Weißer Stein. Wochentags hält hier auch die Nachtbuslinie N5, welche hier endet und bis zum Hauptbahnhof fährt.